# Georg Dimentstein
Georg Dimentstein (* 6. Januar 1897 in Kirchhain, Niederlausitz; † 6. Januar 1945 im Konzentrationslager Sachsenhausen) war ein jüdischer Künstler, Kommunist und Widerstandskämpfer gegen den Nationalsozialismus.

## Leben

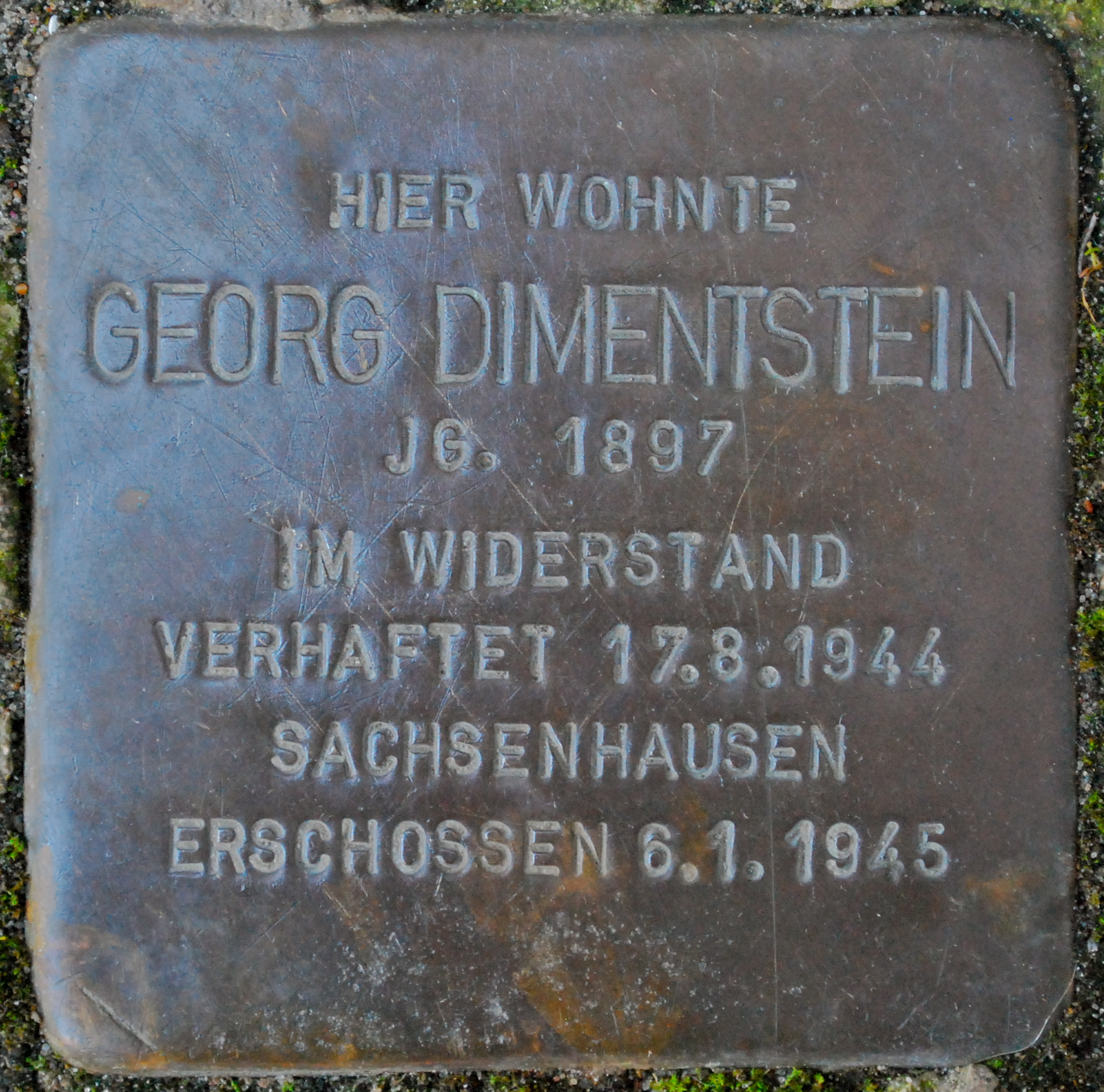
Stolperstein für Georg Dimentstein in der Grellstraße 18, Berlin-Prenzlauer Berg

Georg Dimentstein entstammte einer jüdischen Familie in der Niederlausitz, als er 10 Jahre alt war, starb seine Mutter. Ab 1919 arbeitete Dimentstein als selbständiger Gebrauchsgrafiker. 1928 heiratete er Gertrud Lehmann und wohnte mit ihr in Berlin-Prenzlauer Berg, Grellstraße 18.
Bis zu dem Berufsverbot 1933 für jüdische Künstler stellte er auch eigene Bilder aus. Danach verdiente er sein Geld mit Heimarbeit als Auftragsmaler für verschiedene Firmen, zuletzt für die Bruns & Stauff GmbH/Vereinigte Graphische Kunstanstalten.
1942 schloss sich Dimentstein der Gruppe um Hugo Kapteina und Reinhold Hermann zum politischer Meinungsaustausch an. Gemeinsam unterstützten sie die Ziele des Nationalkomitees Freies Deutschland (NKFD). Im Frühjahr 1944 traf Dimentstein mit Anton Saefkow zusammen und arbeitete aktiv in der Saefkow-Jacob-Bästlein-Organisation, eine der größten Widerstandsorganisation während des Zweiten Weltkrieges in Deutschland.
Als Dimentstein Ende Juli 1944 von der Verhaftung seiner Freunde Kapteina und Hermann erfuhr, konnte er noch andere Mitglieder der Gruppe warnen und selbst untertauchen. Mit von seinem Freund Gerhard Churfürst (1905–1993) hergestellten falschen Papieren auf den Namen Willi Bonner verbarg er sich ca. sechs Wochen bei Freunden und Verwandten.
Georg Dimentstein wurde am 17. August 1944 festgenommen, einen Tag später auch seine Frau Gertrud. Entsprechend einer Vereinbarung zwischen dem Reichsjustizminister Otto Georg Thierack und dem Reichsführer SS Heinrich Himmler wurden inhaftierte Juden ohne Gerichtsverfahren ins Konzentrationslager eingeliefert. Am 6. Januar 1945 (dem Tag seines 48. Geburtstages) wurde Georg Dimentstein auf Befehl des Reichssicherheitshauptamtes im Konzentrationslager Sachsenhausen erschossen.

## Gedenken
- Vor dem Haus Grellstraße 18 in Berlin-Prenzlauer Berg wurde ein Stolperstein verlegt.